# Die wilden Neunziger
Die wilden Neunziger (Originaltitel: That ’90s Show) ist eine US-amerikanische Fernsehserie, die am 19. Januar 2023 bei Netflix ihre Premiere feierte. Es handelt sich dabei um eine Fortsetzung der Sitcom Die wilden Siebziger, die inhaltlich rund 20 Jahre später und mit einer neuen Generation Jugendlicher ansetzt. Die Kernbesetzung der originalen Serie ist fast vollständig eingebunden.

## Handlung
Eric Forman und seine Jugendliebe Donna, die er zwischenzeitlich geheiratet hat, geben ihre gemeinsame Tochter Leia für einen Besuch bei Erics Eltern Red und Kitty Forman ab. Leia gefällt es dort so gut, dass sie beschließt, über die Sommerferien bei ihren Großeltern zu bleiben. Ähnlich wie ihre Eltern und deren Freunde zuvor richtet sich Leia gemeinsam mit neuen Freunden im Keller von Kitty und Red ein.

## Besetzung und Synchronisation
Die deutschsprachige Synchronisation entstand im Auftrag der FFS Film- & Fernseh-Synchron unter der Dialogregie von Christian Weygand in München. Die Dialogbücher schrieb Nathan Bechhofer.

### Haupt- und Nebendarsteller
| Rolle                  | Schauspieler         | Hauptrolle (Episoden) | Nebenrolle (Episoden) | Synchronsprecher      |
| ---------------------- | -------------------- | --------------------- | --------------------- | --------------------- |
| Leia Forman            | Callie Haverda       | 1.01–2.16             |                       | Anouk Elias           |
| Kitty Forman           | Debra Jo Rupp        | 1.01–2.16             |                       | Uschi Wolff           |
| Red Forman             | Kurtwood Smith       | 1.01–2.16             |                       | Hans Bayer            |
| Gwen Runck             | Ashley Aufderheide   | 1.01–2.16             |                       | Alina Freund          |
| Jay Kelso              | Mace Coronel         | 1.01–2.16             |                       | Benjamin Weygand      |
| Ozzie Takada           | Reyn Doi             | 1.01–2.16             |                       | Leo Nicolas Douglas   |
| Nikki Velasco          | Sam Morelos          | 1.01–2.16             |                       | Mara de Temple        |
| Nate Runck             | Maxwell Acee Donovan | 1.01–2.16             |                       | Louis Eitner          |
| Donna Pinciotti Forman | Laura Prepon         |                       | 1.01–2.16             | Solveig Duda          |
| Sherri Runck           | Andrea Anders        |                       | 1.02–2.16             | Carolin Hartmann      |
| Bob Pinciotti          | Don Stark            |                       | 1.06–2.15             | Hans-Rainer Müller    |
| Mitch Miller           | Seth Green           |                       | 2.03, 2.15            |                       |
| Eric Forman            | Topher Grace         |                       | 1.01                  | Johannes Raspe        |
| Michael Kelso          | Ashton Kutcher       |                       | 1.01                  | Marc Oliver Schulze   |
| Jackie Burkhart Kelso  | Mila Kunis           |                       | 1.01                  | Andrea Wick           |
| Fez                    | Wilmer Valderrama    |                       | 1.02–1.03, 1.10       | Matthias von Stegmann |
| Leo                    | Tommy Chong          |                       | 1.02, 1.09, 2.08      | Gudo Hoegel           |
| Fenton                 | Jim Rash             |                       | 1.10, 2.16            | Christian Weygand     |
| Theo                   | Anthony Turpel       |                       | 2.10, 2.12–2.14       |                       |
| Betsy Kelso            | Kira Kosarin         |                       | 2.11–2.13             |                       |

## Entstehung
Ende 2021 wurde bekannt, dass Netflix ein Spin-off der Serie Die wilden Siebziger in Auftrag gegeben hat. Zu diesem Zeitpunkt stand fest, dass Kurtwood Smith und Debra Jo Rupp ihre Rollen als Red und Kitty Foreman fortführen, die Staffel zehn Folgen umfassen soll und Gregg Mettler als Showrunner fungiert. Als Produktionsunternehmen wurde The Carsey-Werner Company engagiert. Im April 2022 teilte Netflix mit, dass auch die jugendlichen Hauptdarsteller der ursprünglichen Serie in Gastauftritten ihre Rollen fortsetzen. Nicht beteiligt wurde bislang jedoch Danny Masterson (Rolle: Steven Hyde), wahrscheinlich aufgrund von Missbrauchs- und Vergewaltigungsvorwürfen und einem damit in Zusammenhang stehenden Prozess.
Die erste Staffel, die 10 Folgen umfasst, erschien am 19. Januar 2023 bei Netflix. Eine zweite Staffel mit 16 Folgen wurde daraufhin in Auftrag gegeben. Die ersten acht Folgen dieser Staffel wurden am 27. Juni 2024 veröffentlicht. Die zweite Staffelhälfte erschien am 22. August 2024, wobei die deutsche Synchronisation jedoch erst am 18. September 2024 hinzugefügt wurde.
Im Oktober 2024 wurde die Serie nach zwei Staffeln eingestellt.